# قائمة البعثات الدبلوماسية في أوغندا

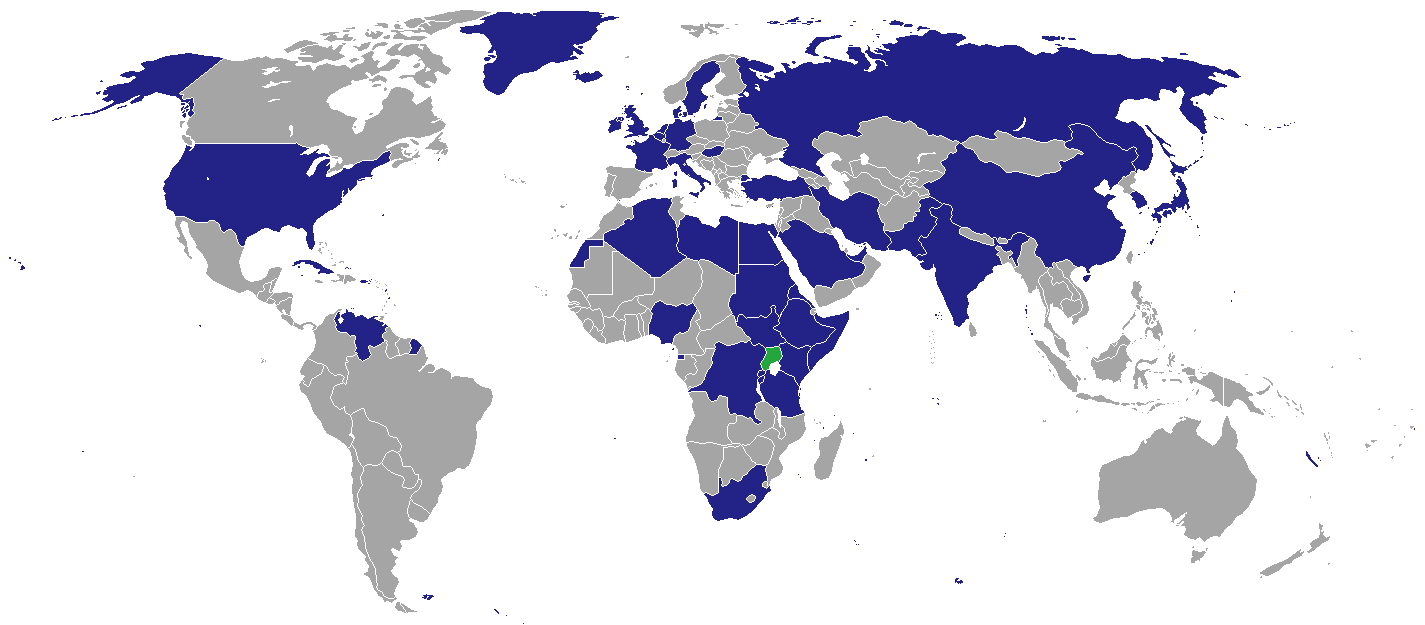
البعثات الدبلوماسية في أوغندا

هذه قائمة بالبعثات الدبلوماسية في أوغندا. تستضيف العاصمة كامبالا حالياً 42 سفارة/مفوضية عليا.

## سفارات/مفوضيات عليا فيكامبالا
| - الجزائر - بلجيكا - بوروندي - الصين - جمهورية الكونغو الديمقراطية - كوبا - الدنمارك - مصر - فرنسا - إثيوبيا - ألمانيا - الكرسي الرسولي - آيسلندا - الهند - إيران - جمهورية أيرلندا - إيطاليا - اليابان - كينيا - كوريا الشمالية - كوريا الجنوبية | - ليبيا - هولندا - نيجيريا - النرويج - رومانيا - روسيا - رواندا - الجمهورية الصحراوية - السعودية - الصومال - جنوب إفريقيا - جنوب السودان - سريلانكا - السودان - السويد - تنزانيا - ترينيداد وتوباغو - تركيا - الإمارات العربية المتحدة - المملكة المتحدة - الولايات المتحدة |

## وظائف أخرى في كامبالا
- الاتحاد الأوروبي (وفد)

## قنصلية عامة فيغولو
- السودان

## سفارات ومفوضيات عليا غير مقيمة
في نيروبي ما لم يذكر خلاف ذلك
| - الأرجنتين - أستراليا - النمسا - البرازيل - بوتسوانا (لوساكا) - الكاميرون (أديس أبابا) - كندا - تشيلي - كولومبيا - كرواتيا (لندن) - قبرص - جمهورية التشيك (أديس أبابا) - فنلندا - اليونان - المجر | - إندونيسيا - إسرائيل - ليسوتو (أديس أبابا) - مالي (أديس أبابا) - مالطا (فاليتا) - المكسيك - بولندا - البرتغال - صربيا (أديس أبابا) - سلوفاكيا - إسبانيا - سوازيلاند (أديس أبابا) - سويسرا - أوكرانيا (أديس أبابا) |

## روابط خارجية
- Ministry of Foreign Affairs of Uganda (بالإنجليزية)